# Anchastus uniquus
Anchastus uniquus is een keversoort uit de familie kniptorren (Elateridae). De wetenschappelijke naam van de soort is voor het eerst geldig gepubliceerd in 1938 door Knull.